# Wyck
Pour les articles homonymes, voir Wyck (homonymie).
Wyck, en maastrichtois « Wiek », est un quartier de Maastricht situé dans l’arrondissement de Maastricht-Centre.

## Toponymie
Le mot « wyck » vient du latin « vicus » signifiant « localité », « village » ou encore « quartier ».

## Géographie
Wyck fait partie de l'arrondissement de Maastricht-Centre et est situé entre la Meuse à l'ouest et la ligne de chemin de fer Eindhoven-Maastricht-Liège, à l'est. Au nord se trouve le quartier de Sint-Maartenspoort et au sud le quartier de Randwyck. Wyck comprend aussi la section appelée Céramique qui, selon la classification des quartiers de la municipalité de Maastricht, fait partie de Wyck mais s'en distingue fortement. Officiellement, Wyck se compose de trois parties :
- le Wyck médiéval fortifié,
- le quartier de la gare, de la fin du XIXe siècle,
- et le nouveau Céramique.

## Histoire

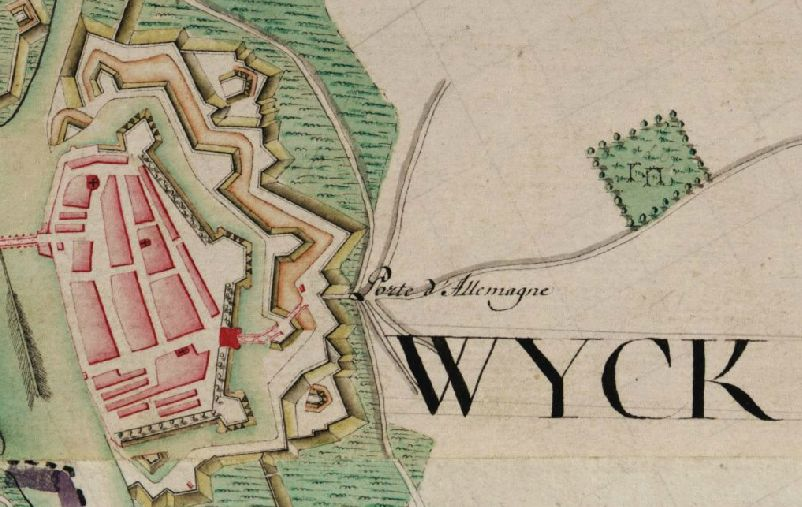
Détail de la carte de Wyck, avec ses fortifications et le pilori, établie entre 1770-1778 par Joseph de Ferraris.

À l’emplacement actuel du quartier se trouvait, à l'époque romaine, un petit village.
Au Ier siècle ap. J.-C., le Wyck et le castellum, situé sur la rive ouest de la Meuse, ont été reliés par un pont romain. Au XIIIe siècle, plus au nord, l'actuel pont Saint-Servais fut construit. Le Wyck fut finalement fortifié au XIVe siècle.
En 1867, Maastricht perdit le statut de ville fortifiée et la démolition des fortifications de Wyck commença.

## Culture et patrimoine

### Lieux et monuments
Wyck possède de nombreux monuments parmi lesquels les fortifications de la Maaspunttoren et la Waterpoortje, bien que dans les deux cas, les reconstructions datent du début du XXe siècle. L'hôpital Saint-Gilles (Sint-Gillishospitaal, à l'origine de 1286) et la Poort van Beusdael, sur Hoogbrugstraat, sont de beaux exemples du style mosan à Maastricht. Dans cette rue, comme dans la Rechtestraat et la Wycker Brugstraat, de nombreuses pierres de pignon sont présentes.
Sur le site actuel de l’église Saint-Martin sur Rechtestraat se trouvait, jusqu'en 1853, l'église médiévale du Wyck. Cela est principalement dû au délabrement, à sa démolition au XIXe siècle, ainsi que la proximité de la Wycker Kruittoren (en 1868). L'église de Saint-Martin, qui date de 1856, est l'un des premiers bâtiments de l'architecte Pierre Cuypers. L'église de style néogothique comprend une statue du XIVe siècle du Christ noir du Wyck.
La gare fut construite à la fin du XIXe siècle (sa construction commença en 1882) selon les plans de l'architecte de la ville W.J. Brender à Brandis. Parmi les exemples de monuments « récents » du Wyck se trouve le Grand Hôtel de l'Empereur (de Jacobus van Gils en 1901) et l'ancien magasin Maussen (de Jos Joosten en 1932) dans le style Nouvelle Objectivité.
Dans la zone Céramique, une architecture plus moderne est présente.

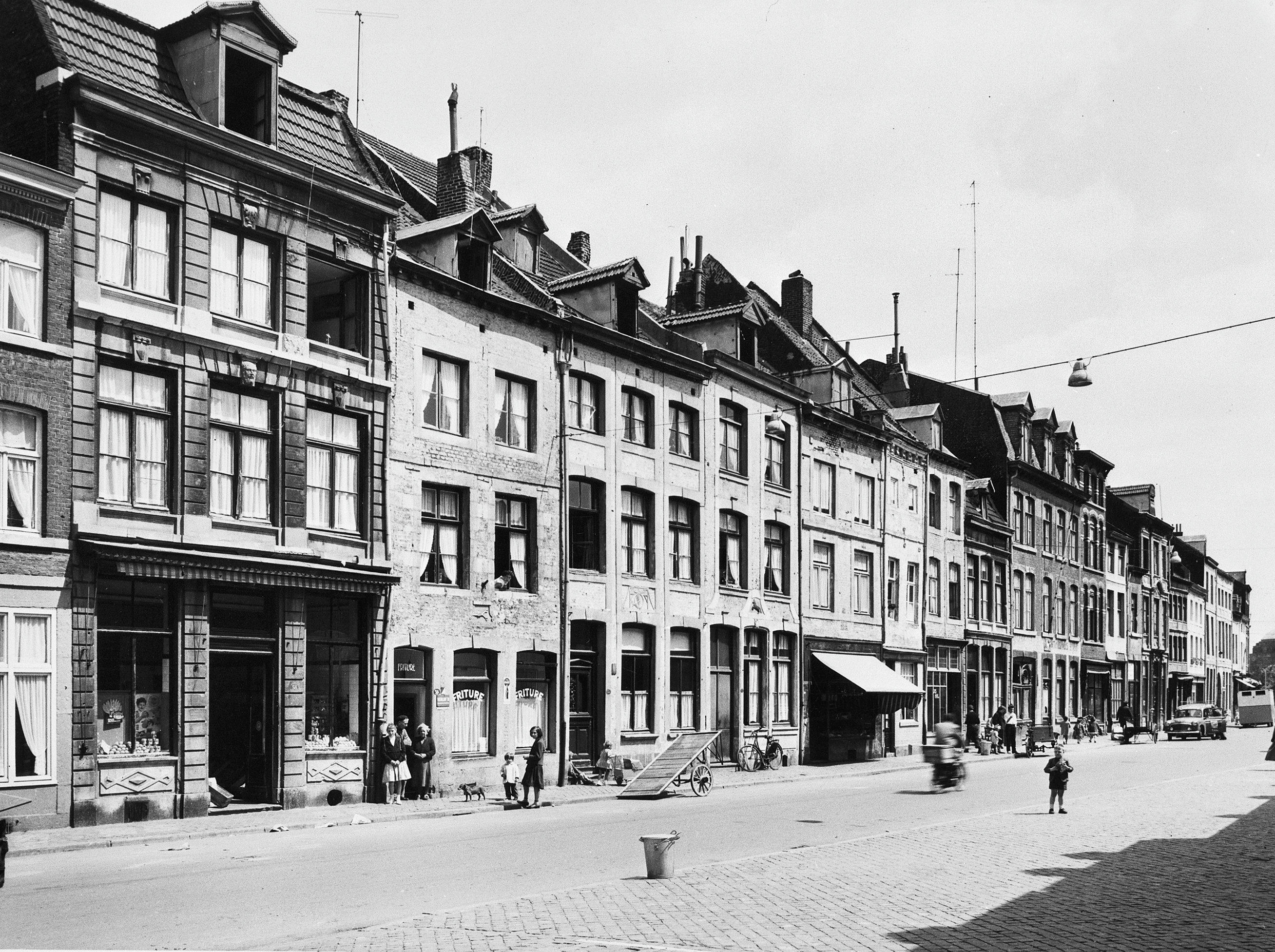
Le Oud-Wyck dans les années 1950.
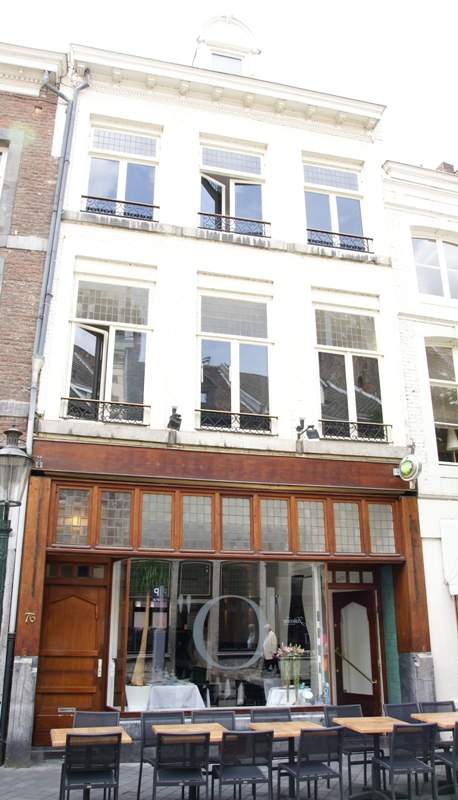
Architecture typique du Oud-Wyck.
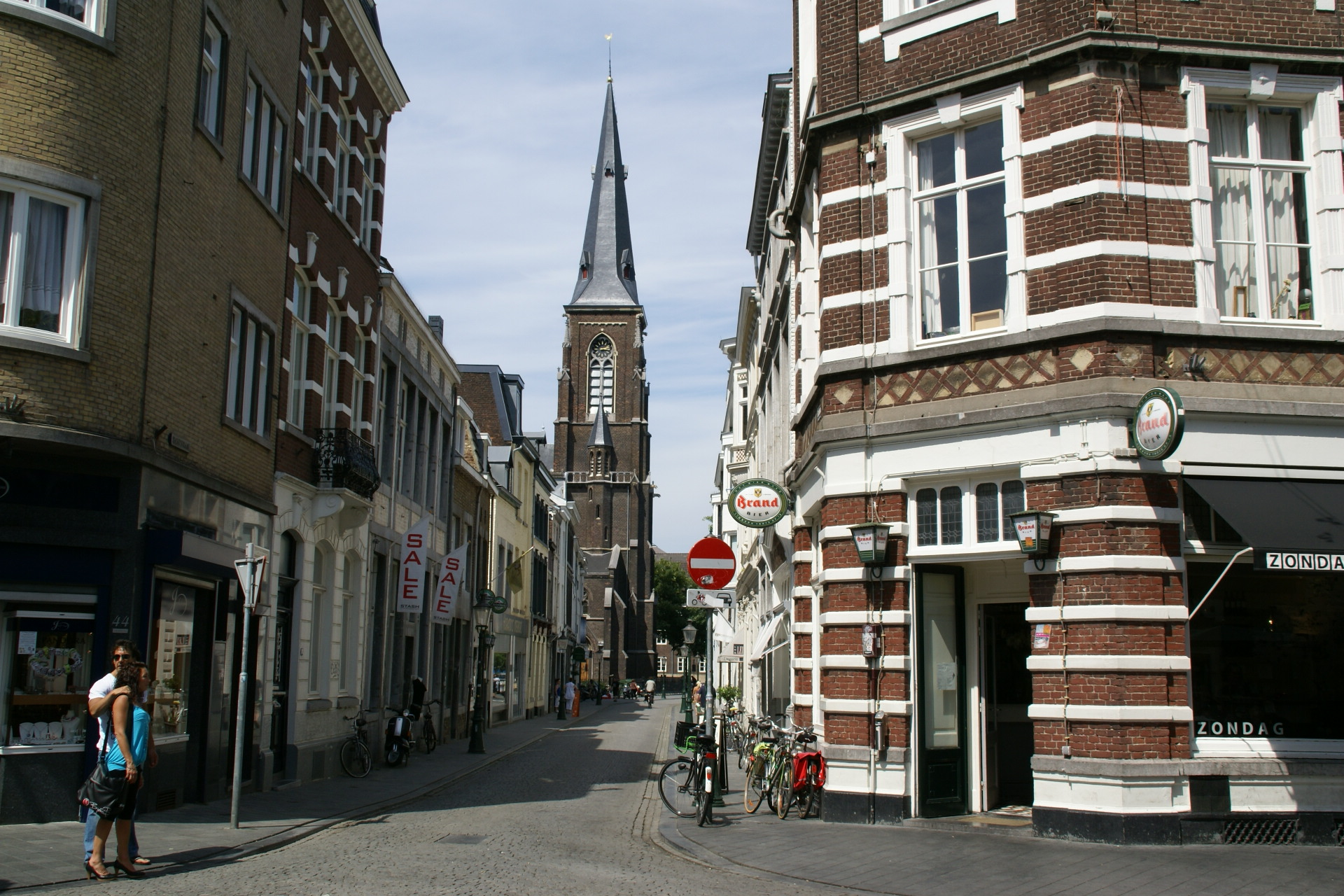
Rue typique du Oud-Wyck.
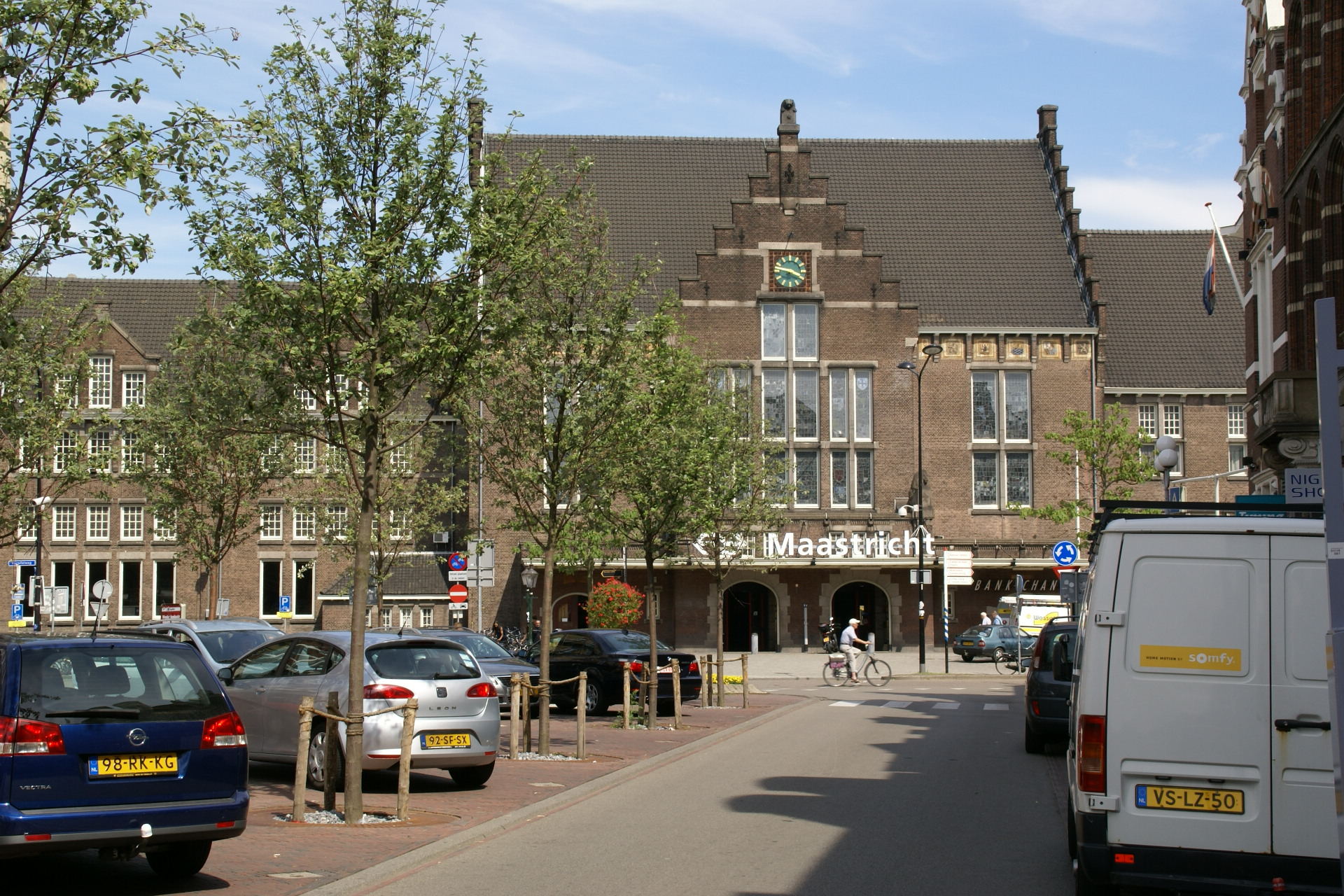
Gare de Maastricht.
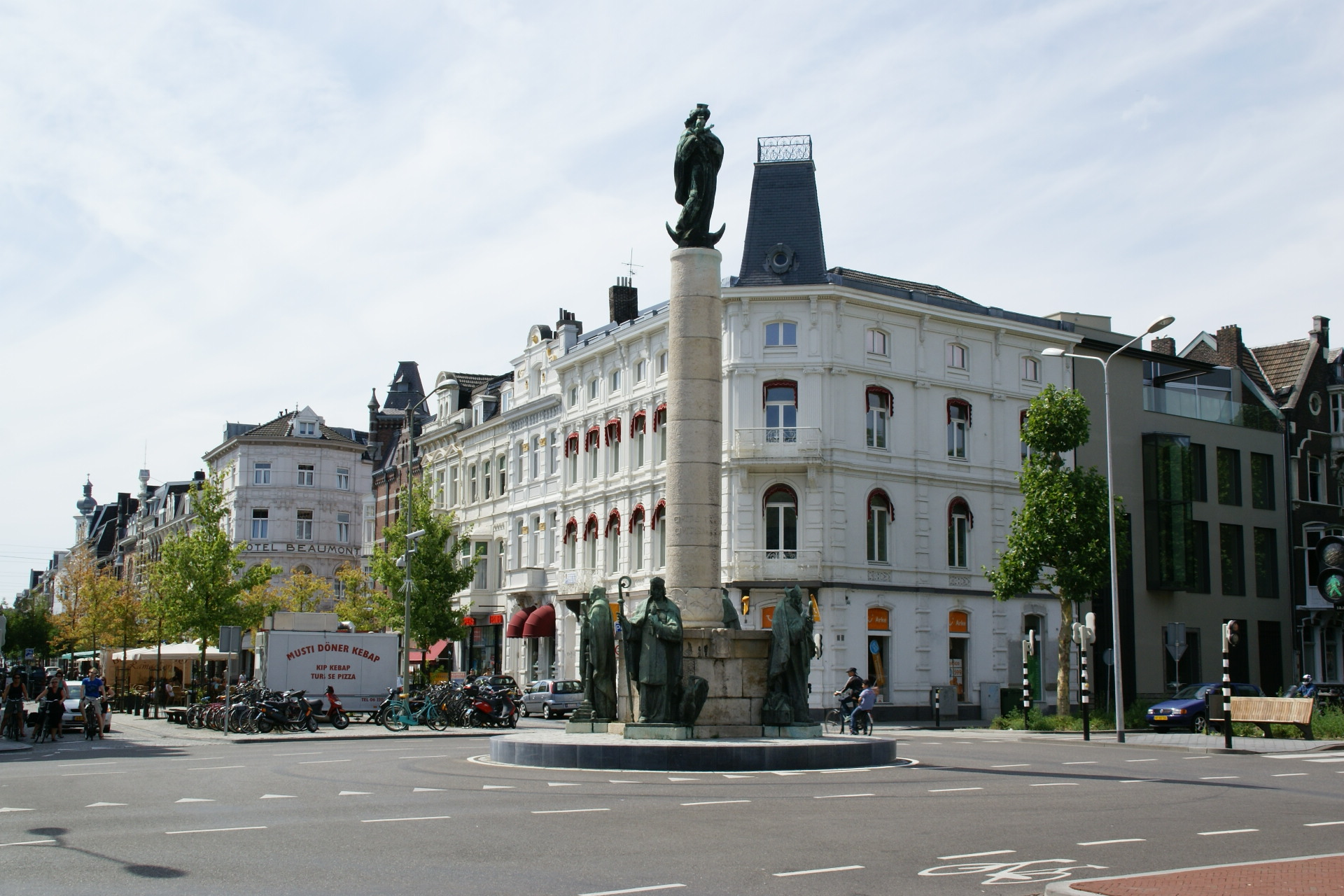
Intersection.
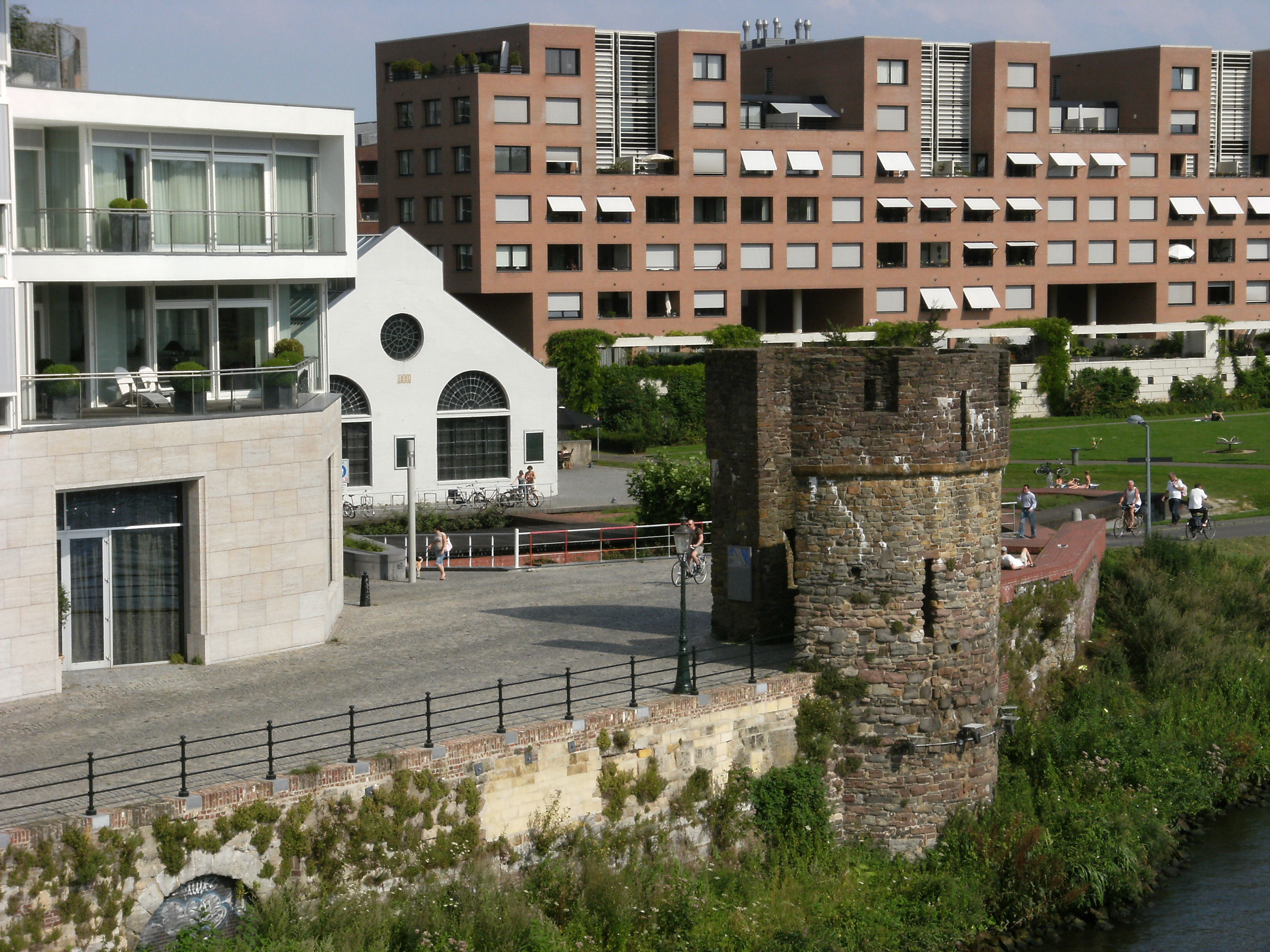
Céramique : vue des appartements construit dans les années 1990 et 2000 et d'un théâtre situé dans un ancien bâtiment (au centre).
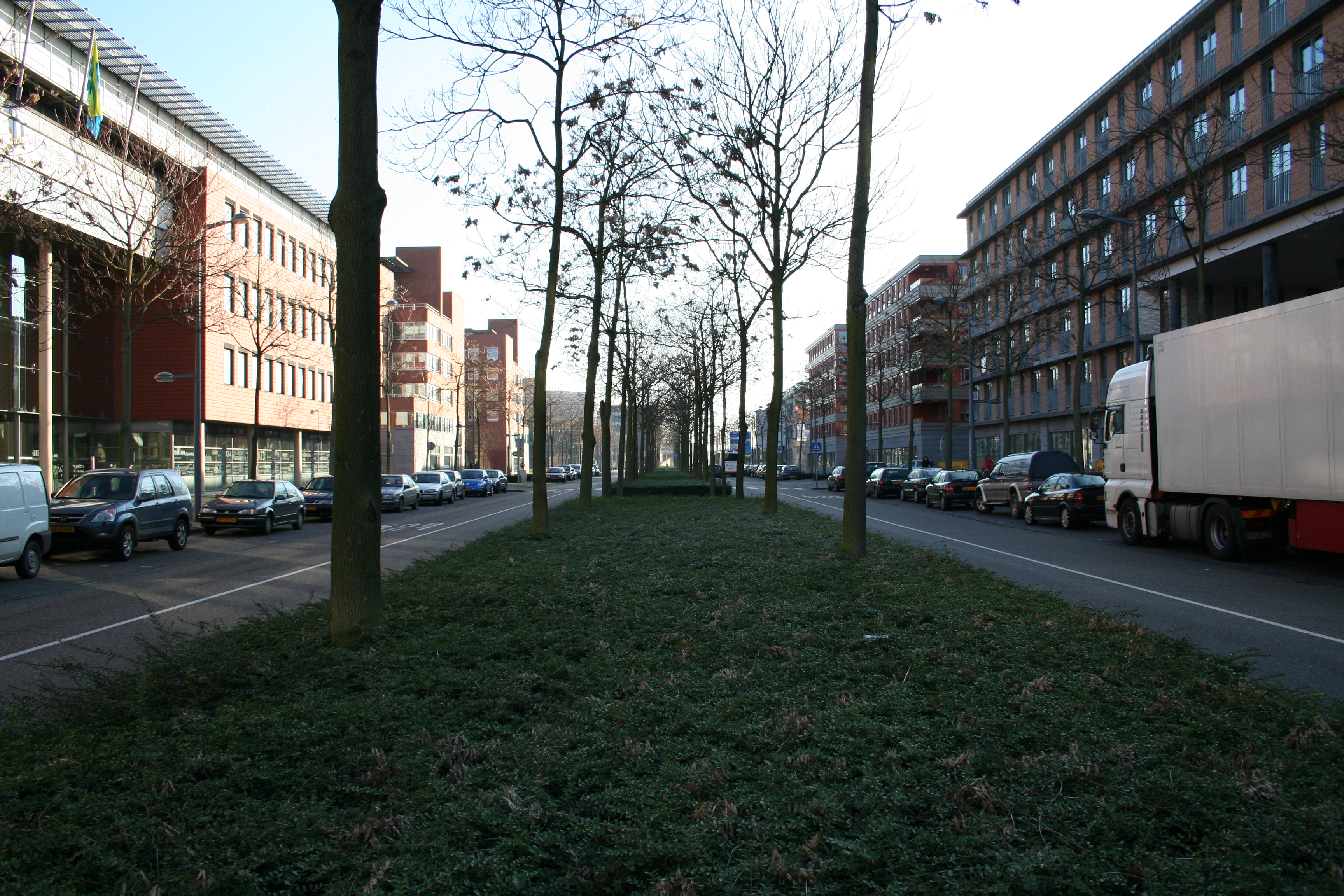
Céramique : l'Avenue Céramique.

## Caractéristiques
Le Wyck compte de nombreux magasins, hôtels, cafés et restaurants particulièrement sur Stationsstraat, Wycker Brugstraat, Rechtstraat et Hoogbrugstraat. Le quartier de la gare abrite surtout une importante zone résidentielle et des bureaux. Une brocante a lieu tous les samedis matin sur Stationsstraat.

## Compléments